# Ute Mora

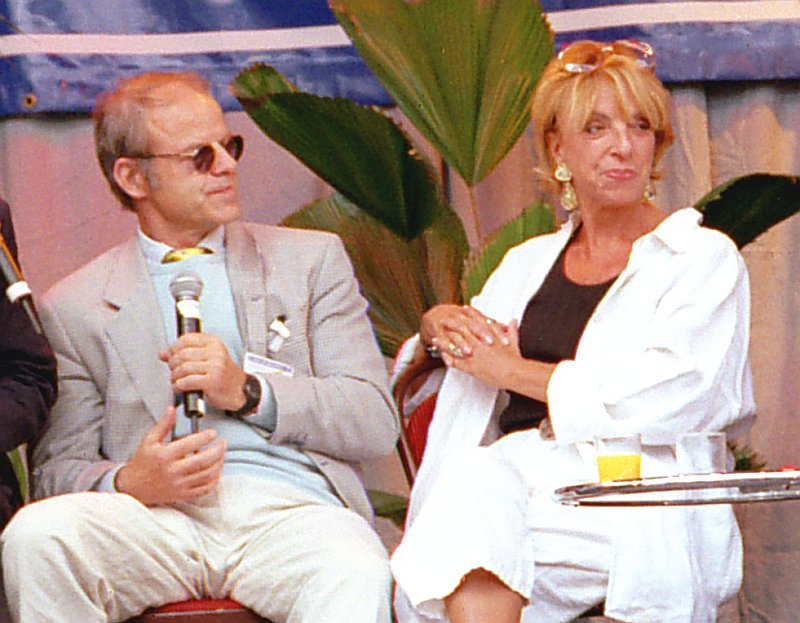
Knut Hinz und Ute Mora („Hajo Scholz und Berta Griese“) beim Tag der offenen Tür der Lindenstraße in Köln-Bocklemünd (1997)

Ute Mora-Lindert, geborene Mora (* 12. August 1945 in Wuppertal; † 3. September 2003 in München) war eine deutsche Schauspielerin.

## Leben
Ihre Schauspielausbildung absolvierte Ute Mora am Schauspielstudio Düsseldorf. Als Theaterschauspielerin wirkte sie zunächst in verschiedenen Stücken von William Shakespeare und Friedrich Schiller mit.
Vom 8. Dezember 1985 (Folge 1) bis zum 2. November 2003 (Folge 935) verkörperte Mora die Rolle der Berta Griese, geb. Nolte in der Fernsehserie Lindenstraße. In dieser Rolle musste sie sich zunächst gegen ihre strenge Mutter Lydia Nolte (Tilli Breidenbach) behaupten, adoptierte einen Waisenjungen aus Mexiko, heiratete zweimal und schaffte den Schritt in die berufliche Selbständigkeit. In der 936. Folge mit dem Titel Berta Griese (Erstausstrahlung: 9. November 2003) starb sie im Off den Serientod.
Im Jahr 1994 stand sie nach langer Pause wieder auf der Bühne, gemeinsam mit ihrem Ehemann Christoph Lindert, Heide Keller, Angélique Duvier und Horst Kuska spielte sie am Theater am Holstenwall in Hamburg die Rolle der Florence in dem Stück Ein ungleiches Paar. Mit ihrem langjährigen Serienkollegen Knut Hinz war sie ab 1999 auf der Theaterbühne zu sehen. Außerdem wirkte sie in diversen Fernsehserien wie dem Tatort, Ehen vor Gericht und Die Wache, in Hörspielen und im Kinderfunk (BR, WDR) mit.

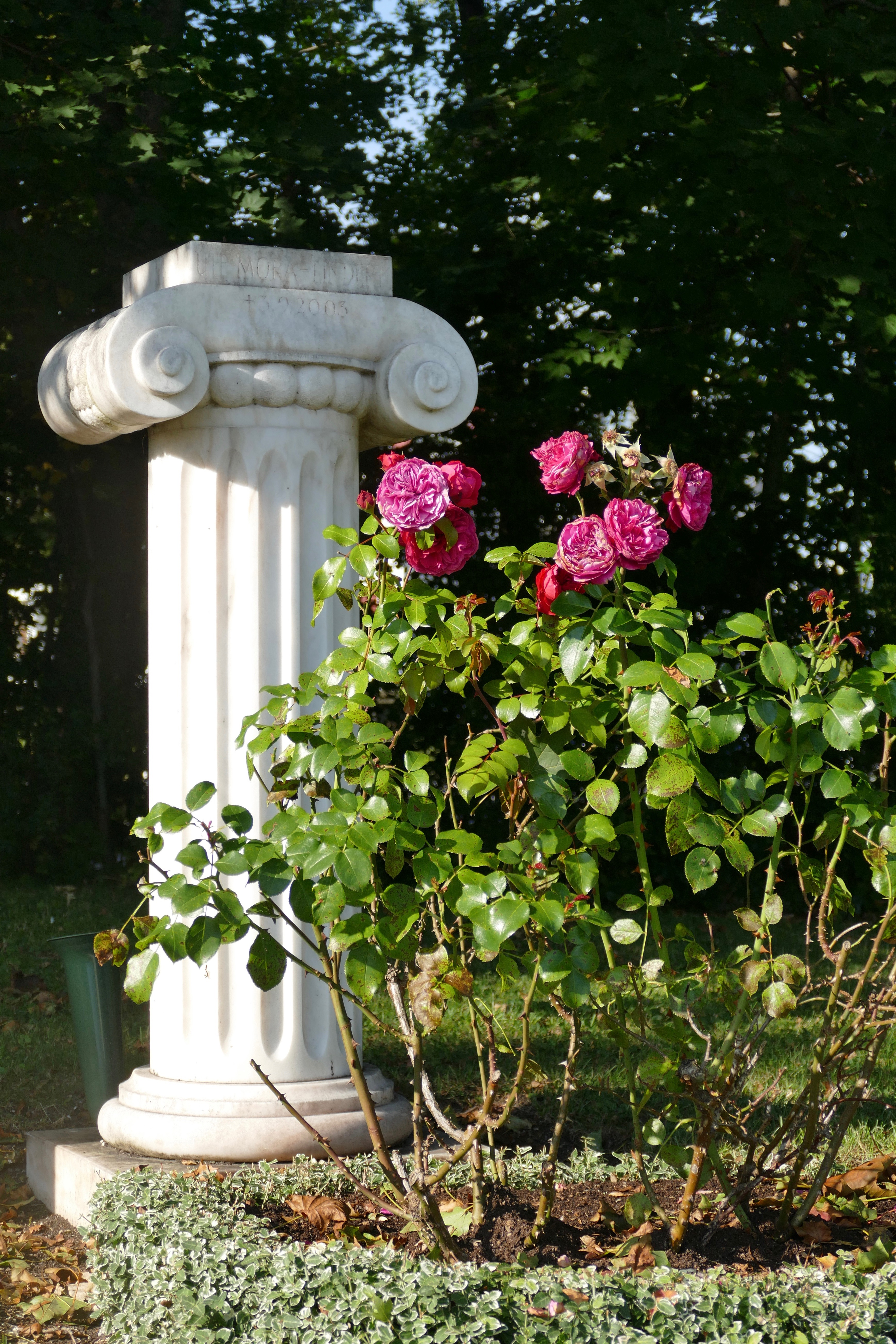
Grab von Ute Mora auf dem Neuen Südfriedhof

Ute Mora starb, für die Öffentlichkeit überraschend, am 3. September 2003 an Krebs und wurde am 11. September 2003 auf dem Neuen Südfriedhof in München beigesetzt (Grab 301-2-51c). Bis zu ihrem Tod war sie 33 Jahre lang mit dem Schauspieler Christoph Lindert verheiratet. Wenige Tage vor ihrem zweiten Todestag beging Lindert Suizid.

## Filmografie
- 1974: Gemeinderätin Schumann (Fernsehserie, 1 Folge)
- 1984: Ehen vor Gericht (Fernsehserie, 1 Folge)
- 1985–2003: Lindenstraße (Fernsehserie, 514 Folgen)
- 1986: Tatort: Schwarzes Wochenende (Fernsehreihe)
- 1988: Auch das noch... (Fernsehserie, 1 Folge)
- 1995: Entführung aus der Lindenstraße (Fernsehfilm)
- 1998: Die Wache (Fernsehserie, 1 Folge)
- 2001: Kleiner Mann sucht großes Herz

## Hörspiele
- 1977: Stanley G. Weinbaum Die Lotusesser – Regie: Dieter Hasselblatt (Hörspiel – BR / SDR)
- 1993: Michael Koser: Der letzte Detektiv 28: UFO (Audrey Delamotte) – Regie: Werner Klein (Hörspiel – BR)